# Souvenirs d'une nuit d'amour
Pour plus de détails, voir Fiche technique et Distribution.
Souvenirs d'une nuit d'amour (arabe : ذكرى ليلة حب, Zikra laylat hob) est un mélodrame sentimental libano-syrien sorti en 1972 et réalisé par Seif-Eddine Chawkat.

## Synopsis
Dans la banlieue de Beyrouth, Anwar (Salah Zoulficar) vit heureux avec sa femme Lily (Nelly), une patiente cardiaque. Un jour, il rencontre son ex-petite amie Camellia (Nabila Obaid), une danseuse, et lorsqu'elle lui rend visite chez lui, elle s'évanouit et elle est retrouvée morte. Les soupçons se portent sur Anwar et d'autres personnes, Lily est choquée, et Anwar est arrêté. Son ami, un officier de police, se met en recherche du véritable tueur.

## Fiche technique
- Titre français : Souvenirs d'une nuit d'amour ou Souvenir d'amour[1]
- Titre original : ذكرى ليلة حب, Zikra laylat hob[2],[3],[4],[5],[6],[7]
- Réalisateur : Seif-Eddine Chawkat
- Scénario : Seif-Eddine Chawkat
- Photographie : Ahmed Abou Saeda
- Montage : Saheb Haddad
- Musique : Souhail Arafa
- Société de production : Andalous Films, Euphrate Cinéma (Al Furat A Sinimayi)
- Pays de production :  Liban -  Syrie
- Langue de tournage : arabe
- Format : Couleur
- Genre : mélodrame sentimental
- Durée : 115 minutes
- Date de sortie :	
  - Égypte : 1er janvier 1973
  - Syrie : 20 juillet 1973
  - France : 12 avril 1974

## Distribution
- Salah Zoulficar : Anwar Kayali
- Nelly : Laila
- Nabila Obeid : Camellia
- Rafiq Subaie : Abou Sayyah
- Ziad Mawlawi : Abdo
- Mariam Fakhr Eddine :
- Muna Wassef : Baheeja
- Hala Shawkat
- Khaled Taja
- Huda Shaarawy
- Nadia Arslan
- Maha Al-Saleh
- Anwar Al-Baba